# Ковшов, Александр Никифорович
Александр Никифорович Ковшов (укр. Олександр Никифорович Ковшов; 25 октября 1918, Самарская область — 31 декабря 1996, Софиевская Борщаговка, Киевская область) — советский конник, заслуженный тренер СССР (1980); отец и тренер олимпийского чемпиона 1980 года по выездке — Юрия Ковшова.

## Биография
Родился 25 октября 1918 года в селе Старое Аделяково Советской России, ныне Самарской области.
Участник Великой Отечественной войны. В 1944 году окончил Харьковское кавалерийское училище (ныне Национальная академия Национальной гвардии Украины). Служил начальником погранзаставы в туркменском городе Кушка, затем был переведён в город Мары, а в 1961 году с семьёй переехал в Ташкент.
Работал старшим тренером конно-спортивной базы в Ташкенте в 1961—1966 и 1972—1980 годах и тренером конно-спортивной базы в Ворошиловграде в 1967—1972 годах. В 1980 году получил звание Заслуженного тренера СССР за подготовку своего сына Юрия Ковшова, ставшего чемпионом и серебряным призёром летних Олимпийских игр 1980 года в Москве.
В течение 1980—1995 годов А. Н. Ковшов был старшим тренером конно-спортивной базы «Наталка» в Киеве.
Умер 31 декабря 1996 года в селе Софиевская Борщаговка Киевской области Украины.
В 2004 году в Киеве был основан фонд имени Александра Ковшова, и с тех пор проводятся выездке турниры его памяти.